# توماس شتاينر
توماس شتاينر (بالألمانية: Thomas Steiner)‏ (و. 1956 – م) هو رسام، ومخرج سينمائي، وممثل، من النمسا، ولد في فيلز.

## وصلات خارجية
- توماس شتاينر على موقع IMDb (الإنجليزية)
- توماس شتاينر على موقع ألو سيني (الفرنسية)
- توماس شتاينر على موقع قاعدة بيانات الفيلم (الإنجليزية)
- توماس شتاينر على موقع كينوبويسك (الروسية)